# 兜山 (山梨県)
兜山（かぶとやま）は、奥秩父山塊の南端部に位置する、笛吹市春日居町にある山である。標高は913.0メートル。山梨百名山のひとつ。
山頂には三等三角点が設置されている。山頂は林の中で眺望は効かないが、少し南下すると展望台があり、富士山を望むことができる。
山梨県が制定した山のグレーディングによれば、難易度レベル:A、体力レベル:2。

## 登山道
兜山登山口駐車場からそれぞれ特色のある三つのコースが有る。
- 岩場コース - 鎖場のある急登コース。岩場からの眺望良い。
- 中道コース - 急傾斜の部分もあるが、眺望の良い地点もある。岩場コースと尾根道コースの中間的なコース。
- 尾根道コース - 岩道峠への道から分岐し、尾根伝いに東南に進むコース。コースタイムは長いが、負荷が少ない。

## 植生
兜山の北方の標高994メートルの頂上一帯はコナラの純林で、この林の中には分布の東限とされるダイセンミツバツツジの大群落がある。

## 地質
兜山の地質は甲府北部火山群に属し、大久保変質火山岩類の、角閃石輝石安山岩、凝灰角礫岩、斜長流紋岩からなる。

## 隣接する山
- 棚山 (山梨県)
- 大蔵経寺山

## 近くの施設等
- 春日居ゴルフ倶楽部
- 山内煙火店 春日居工場
- 夕狩沢古戦場
- 深草観音
- 岩堂峠